# 荷蘭的阿麗亞娜公主
阿丽亚娜·威廉明娜·马克西玛·伊内斯（Ariane Wilhelmina Máxima Inés，2007年4月10日—），荷兰公主。她是前任荷蘭女王贝娅特丽克丝和克劳斯亲王的孫女，國王威廉-亚历山大和马克西玛王后的幼女，也是荷兰王位的第三继承人，在兩位姐姐之後。